# Ray Keech
Charles Raymond "Ray" Keech, né le 1er mai 1900 à Coatesville (Pennsylvanie) et décédé brutalement le 15 juin 1929 à Tipton (Pennsylvanie), était un pilote automobile américain, sur pistes en bois et en briques, vainqueur des 500 miles d'Indianapolis.

## Biographie
Il participa à l'American Championship car racing de l'AAA durant deux saisons pleines, en 1928 et 1929 (avec une seule marque de voitures).
Il décéda six jours après un accident lors du Altoona 200.
Il est enterré au cimetière de Hephzibah, à Modena en Pennsylvanie.

## Classements
- Vice-champion USAC National Championship (en) (AAA), en 1928 et 1929;

## Résultats à l'Indy 500
- Victoire lors de l'édition 1929 (en tête durant les 42 derniers tours sur Miller, pour le team de M. A. Yagle);
- 4e en 1928;
- 2 participations seulement;

## Principales victoires en championnat AAA
(participation sur Miller de 1927 à 1929, 4 manches comptabilisées pour 6 victoires en 14 départs (11 courses retenues), et 2 poles)
- 1928: Detroit race 1 (la toute première course organisée sur le Michigan State Fairgrounds Speedway), Rockingham race 2, Syracuse, et Atlantic City 100 race 2;
- 1929: Detroit.

## Record du monde
Le 22 avril 1928, il battit l'officiel record du monde de vitesse terrestre à 334,02 km/h avec une White Special Triplex 81L nommée Spirit of Elkdom sur le sable de Daytona Beach. Trois jours plus tard le vainqueur de l'Indy 500 trois saisons plus tôt, Frank Lockhart, se tua en tentant à son tour le défi en ce même lieu, sur Stutz Blackhawk streamliner special cette fois.
La voiture du record était propulsée par trois moteurs d'avion Liberty L-12 V12 à 45°, un devant et deux derrière, de 27 litres de cylindrée chacun (soit 81L en tout), à refroidissement liquide et développant individuellement 400 ch (300 kW, soit un total de 1500 bhp une fois regroupés en 36 cylindres), fabriqués sans embrayage ni boîte de vitesses directement par la White Motor Company, pour le richissime J. H. White de Philadelphie (sans lien avec l'entreprise) qui voulait reprendre le record aux Britanniques se le partageant depuis un certain temps déjà entre Henry Segrave et Malcolm Campbell.
Durant les essais du véhicule, Keech fut brûlé par devant et par derrière (incendie du moteur frontal, puis explosion du radiateur).
Le 11 mars de la même année, Segrave battit le record de Keech sur Golden Arrow, à 372,46 km/h. White demanda alors à Keech de reconduite l'engin, cette fois à Ormond Beach: il refusa par prudence, et le chef mécanicien de l'équipe, Lee Bible (en), un garagiste sans expérience de conduite à très grandes vitesses, fut alors retenu comme pilote suivant. Il devait y laisser la vie à son troisième passage de 1929, après avoir réussi 325 km/h, encore loin du temps de Segrave.

## Galerie d'images

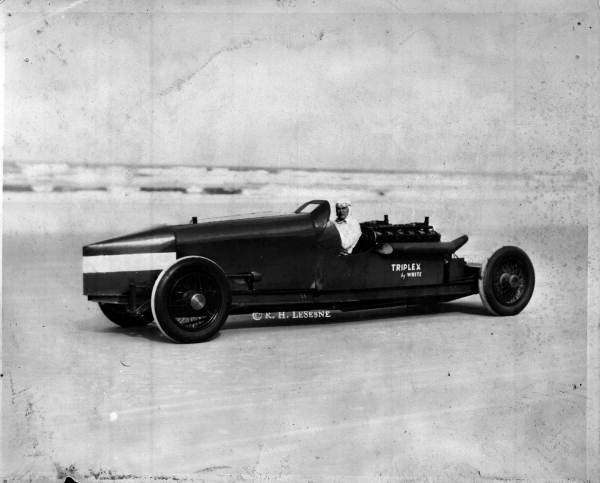
La White Triplex lors du record du monde du 23 avril 1928 à Daytona Beach;
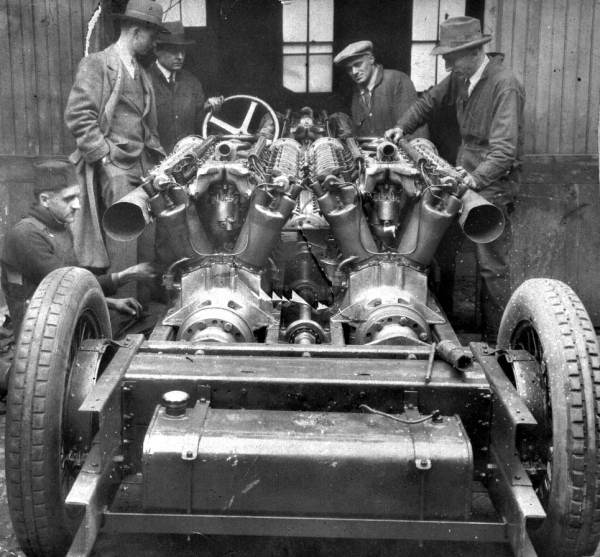
Sa motorisation à combustion interne mise à nu: triple (pour Triplex) moteur Miller de 1.5L, suralimentés.
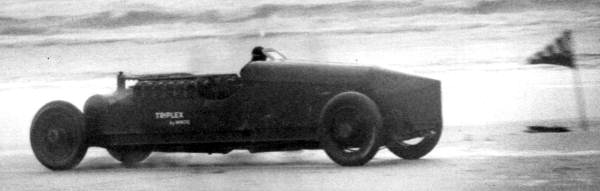
La même voiture (dite Triplex Special) l'année suivante à Ormond Beach, entre les mains de Lee Bible (qui se tua quelques minutes plus tard -ainsi que le journaliste de Pathé cinéma dans le choc-).